# Jasne (Krym)
Jasne (ukr. Ясне, ros. Ясное, Jasnoje) – osiedle na Ukrainie, w Autonomicznej Republice Krymu (de iure stanowiącej integralną część państwa ukraińskiego, w 2014 anektowanej przez Rosję i odtąd funkcjonującej jako Republika Krymu), w rejonie dżankojski. W 2001 liczyło 102 mieszkańców, wśród których 6 wskazało jako ojczysty język ukraiński, 48 rosyjski, 42 krymskotatarski, 1 białoruski, a 5 inny. Według spisu ludności przeprowadzonego przez okupacyjne władze rosyjskie populacja wsi w 2014 wynosiła 90 osób.